# The Flamingo Kid
The Flamingo Kid  ((No Brasil e em Portugal) Flamingo Kid) é um filme de comédia de 1984 dirigido por Garry Marshall, escrito por Marshall, Neal Marshall e Bo Goldman. É estrelado por Matt Dillon, Richard Crenna, Hector Elizondo, e Janet Jones. É um filme de amadurecimento sobre um garoto da classe trabalhadora, que tem um emprego de verão em um resort de praia e aprende valiosas lições de vida.
Foi o primeiro filme a receber uma classificação PG-13 da Motion Picture Association of America, embora tenha sido o quinto a ser lançado com essa classificação, depois de Red Dawn, The Woman in Red, Dreamscape, e Dune.
O filme foi lançado com o slogan: A lenda em sua própria vizinhança.

## Sinopse
No verão de 1963, Jeffrey Willis é um jovem de classe média morador do Brooklyn e batalhador que vai trabalhar no clube de praia Flamingo, em Long Island. Lá ele conhece um mundo diferente do que estava habituado, cheio de pessoas bonitas, ricas e com as vidas aparentemente perfeitas, e se apaixona por uma das frequentadoras do lugar, deixando de lado as suas origens, até descobrir que nem tudo é o que parece ser.

## Elenco
- Matt Dillon – Jeffrey Willis
- Hector Elizondo – Arthur Willis
- Richard Crenna – Phil Brody
- Janet Jones – Carla Samson
- Jessica Walter – Phyllis Brody
- Fisher Stevens – Hawk Ganz
- Bronson Pinchot – Alfred Shultz
- Marisa Tomei – Mandy
- Steven Weber – Paul Hirsch
- Martha Gehman – Nikki Willis

## Produção
- O papel principal foi originalmente oferecido a Matthew Broderick, mas quando ele desistiu do projeto, o personagem foi reescrito para se adequar a Matt Dillon.
- O roteirista Neal Marshall não é parente do diretor.
- O filme marca a estréia de Marisa Tomei no cinema, num pequeno papel.

## Locação
A principal locação do filme foi o Silver Gull Beach Club em Breezy Point em Nova Iorque Península de Rockaway, dentro de Gateway National Recreation Area. O clube foi fortemente danificado pelo Furacão Sandy em 2012, e a ala que se estende sobre a água está sob risco de demolição.

## Trilha sonora
1. Jesse Frederick – Breakaway
2. Martha and the Vandellas – (Love Is Like a) Heat Wave
3. The Chiffons – He's So Fine
4. Acker Bilk – Stranger on the Shore
5. Dion – Runaround Sue
6. Little Richard – Good Golly, Miss Molly
7. Barrett Strong – Money (That's What I Want)
8. The Impressions – It's All Right
9. Hank Ballard & The Midnighters – Finger Poppin' Time
10. The Chiffons – One Fine Day
11. The Silhouettes – Get a Job
12. Maureen Steele – Boys Will Be Boys

## Remake
Deadline.com anunciado em setembro de 2012, que a Walt Disney Pictures tem planejado um remake de The Flamingo Kid. Brett Ratner e Michael Phillips estão produzindo e diretor de vídeos musicais Nzingha Stewart é o roteirista.

## Principais prêmios e indicações
Globo de Ouro 1985 (EUA)
- Indicado na categoria de Melhor Atuação Masculina Coadjuvante em Cinema (Richard Crenna).